# BMW M-1/C
Der BMW M-1/C war ein Rennwagenprototyp aus dem Jahr 1981. Er war mit einem Mittelmotor ausgestattet und für die Rennen in der IMSA-GTP-Serie konzipiert.

## Entwicklungsgeschichte und Technik
BMW North America fuhr bereits 1980 mit BMW M1-Procars in der IMSA-Serie, allerdings waren diese Wagen gegen die großen Prototypen chancenlos. Deshalb entschloss man sich bei BMW einen GTP-Sportwagen für diese Rennserie zu bauen. Das Chassis wurde von March Engineering entwickelt, einem britischen Rennwagenhersteller, mit dem BMW schon in der Formel 2 zusammenarbeitete.
Das Fahrzeug war eines der futuristischsten seiner Zeit. Die hinteren Räder waren komplett von Chassis verdeckt und die Frontpartie erinnerte an einen Katamaran. March musste das Chassis, intern als 81P bezeichnet, mehrmals umbauen, bis der Wagen renntauglich war. So wurde beispielsweise auf die seitlichen Abdeckungen der Räder verzichtet. Als Fahrer verpflichtete die nordamerikanische Motorsportabteilung von BMW den britischen Allroundpilot David Hobbs, den Schweizer Formel-1-Piloten Marc Surer und den Australier Vern Schuppan. Für den großen David Hobbs musste das Auto erneut umgebaut werden, da der Wagen für den Briten nicht hoch genug war.
Zunächst startete der Rennwagen mit einem 3,5-Liter-6-Zylinder-Saugmotor des Procar-M1 in die Meisterschaft. In der Mitte der Saison wechselte das Team zu einem 2,0-Liter-4-Zylinder-Turbomotor, der ursprünglich von BMW für Fahrzeuge der Formel 2 entwickelt wurde, später aber auch in der Formel 1 und der Tourenwagen-Europameisterschaft Verwendung fand.

## Renngeschichte
Nach den Testfahrten in Silverstone gab der M-1/C sein Debüt beim 6-Stunden-Rennen von Riverside. Im Rennen wurde das Duo Hobbs/Surer mit einem Rückstand von elf Runden auf die Sieger John Fitzpatrick und Jim Busby im Porsche 935 K3/80 Sechste. Nach einem weiteren sechsten Rang in Laguna Seca stellte Hobbs den M-1/C bei den nächsten beiden Veranstaltungen im Training jeweils in die erste Startreihe. In Lime Rock hatte Hobbs einen Unfall, in Mid-Ohio wurde er Fünfter.
In Sears Point kam dann zum ersten Mal der Turbomotor zum Einsatz, aber Hobbs fiel nach zwölf Runden aus und konnte keine vernünftigen Erkenntnisse über den Motor liefern. Das beste Ergebnis für den Turbo-M-1/C gab es mit Rang vier in Portland.
Mit dem Ende der Saison stellte BMW seine Motorsportaktivitäten in den USA ein. Der M-1/C wurde 1982 nicht mehr gefahren diente aber als Basis für den erfolgreichen March 82G.